# One True Vine
One True Vine je studiové album americké zpěvačky Mavis Staples. Vydáno bylo 25. června roku 2013 společností ANTI-. Album produkoval Jeff Tweedy, který se zpěvačkou spolupracoval již v minulosti. Tweedy na desce rovněž obsluhoval několik nástrojů. Dále se na albu podílel například Tweedyho syn Spencer. Album bylo nahráno ve studiu The Loft v Chicagu.

## Seznam skladeb
1. Holy Ghost – 2:41
2. Every Step – 4:02
3. Can You Get to That – 2:57
4. Jesus Wept – 4:47
5. Far Celestial Shore – 2:55
6. What Are They Doing in Heaven Today – 4:03
7. Sow Good Seeds – 2:50
8. I Like the Things About Me – 3:57
9. Woke Up This Morning – 2:56
10. One True Vine – 3:40

## Obsazení
- Mavis Staples – zpěv
- Jeff Tweedy – kytara, baskytara, aranžmá, doprovodné vokály, perkuse, elektrické piano, klavír, syntezátor, marxofon, mellotron, varhany
- Spencer Tweedy – bicí, perkuse
- Mark Greenberg – elektrické piano
- Scott Ligon – klavír
- Rick Holmstrom – kytara
- Paul Von Mertens – klarinet, barytonsaxofon, aranžmá
- Andrew Baker – basová trubka, eufonium
- Donny Gerrard – doprovodné vokály, perkuse
- Kelly Hogan – doprovodné vokály
- Tiffany „Makeda“ Francisco – doprovodné vokály
- Liam Cunningham – doprovodné vokály